# Mauria thaumatophylla
Mauria thaumatophylla är en sumakväxtart som beskrevs av Ludwig Eduard Loesener. Mauria thaumatophylla ingår i släktet Mauria och familjen sumakväxter. Inga underarter finns listade i Catalogue of Life.